# Affaire Bédier
L'affaire Bédier (ou affaire Delfau) est une affaire politico-financière française, impliquant des élus qui ont obtenu des sommes d'argent en espèces en échange de l'attribution de marchés publics réguliers.

## L'affaire
Jacques Masdeu-Arus, Gilles Forray et Pierre Bédier sont soupçonnés d'avoir reçu des enveloppes (d'un montant de 300 000 francs par an, selon l'accusation) des mains de Michel Delfau, patron de l'entreprise de nettoyage AINETT, cumulant les marchés publics dans leurs communes. Ces élus nient fermement toute remise d'espèces.
Michel Delfau, patron d'une entreprise de nettoyage décédé en 2005, versait aux trois hommes d'importantes sommes en liquide en échange de l'attribution de marchés publics réguliers. Michel Delfau a ainsi bénéficié de tous les marchés de nettoyage des villes de Poissy et Mantes-la-Jolie à partir de l'élection de Jacques Masdeu-Arus et Pierre Bédier à leur tête, respectivement en 1983 et 1995,.
L'enquête a démontré que Michel Delfau a retiré 1,3 million de francs entre 1998 et 2001 en liquide, parfois avant de rencontrer un élu. Certains bordereaux de retrait comportent des initiales suspectes : PB, JMA et GF.

### Protagonistes
- Michel Delfau, décédé en 2005, possède des sociétés spécialisées dans le nettoyage industriel et le gardiennage[5]. Il aurait utilisé les cartes bancaires de ses sociétés à des fins personnelles. Michel Delfau est mort en juillet 2005 des suites d'un cancer[2].
- Aloka Delfau est l'ex-épouse de Michel Delfau depuis août 2000. Elle a alerté la justice le 17 décembre 2001 par un courrier[5].
- Pierre Bédier est député (UMP) des Yvelines, président UMP du conseil général des Yvelines de 2005 à 2009. Il est maire de Mantes-la-Jolie de 1995 à 2002. Ex-secrétaire d'État aux Programmes immobiliers de la justice du gouvernement Raffarin, il est contraint à la démission en janvier 2004 après sa mise en examen[6]. Pierre Bédier est condamné en première instance à 18 mois de prison avec sursis, 50 000 euros d'amende et trois ans de privation des droits civiques, soit six ans d'inéligibilité, pour « recel d'abus de biens sociaux » et « corruption passive ». Le 16 mai 2008, la cour d'appel de Paris divise l'amende par deux, soit 25 000 euros, mais valide le reste de la condamnation. En mai 2009, la Cour de cassation confirme sa peine[7].
- Jacques Masdeu-Arus est député (UMP) des Yvelines et maire de Poissy. Le 20 mai 2009, la Cour de cassation confirme sa condamnation à deux ans d'emprisonnement avec sursis, 75 000 euros d'amende et cinq ans d'interdiction des droits civiques et civils[8]. Il décédera en novembre 2018 de la maladie d'Alzheimer[9].
- Gilles Forray est conseiller général UMP des Yvelines, premier adjoint du maire de Poissy, Jacques Masdeu-Arus. Atteint de sclérose en plaques, il tente de se suicider avant sa première audition en absorbant des médicaments, reprochant au juge Philippe Courroye le décès de compagne, Chantal Guéroult [10]. Il décédera en mars 2023[11].
- Chantal Guéroult est la compagne de Gilles Forray. Elle décède dans la nuit du 7 au 8 septembre 2003 pendant sa mise en examen alors qu'elle est transférée au palais de justice[12]. Une enquête de l'IGS pour « recherche des causes de la mort » conclut à un décès résultant de la prise massive de Nivaquine, un médicament antipaludéen. L'IGS exclut toute faute de la part des policiers durant la garde à vue. L'enquête est classée en mai 2004[13].
- Jean-Pierre Pécriaux, contre qui Marie-Christine Daubigney demande dix mois avec sursis et 50 000 euros d'amende, est l'ancien expert-comptable de Michel Delfau[14],[15].

### Liquide
L'enquête est centrée sur des sommes remises en liquide et dont l'usage ne laisse aucune trace. Les enquêteurs épluchent ainsi les comptes bancaires de la famille de Pierre Bédier et constatent que les retraits d'espèces diminuaient après les rendez-vous avec Michel Delfau. Ainsi, lors de son réquisitoire, la procureure Marie-Christine Daubigney note-t-elle : « En juin 2001, vous avez retiré 2 000 francs pour tout le mois, et, en septembre de la même année, 500 francs pour subvenir aux besoins de quatre enfants et de deux adultes ». En revanche, elle ne doute pas des témoignages à charge contre Pierre Bédier : « Ils sont précis et concordants ».

### Procès en première instance
- Le procès s'ouvre le 25 septembre 2006 devant le tribunal correctionnel de Paris[16].
- Le 24 octobre 2006, au terme d'un réquisitoire de trois heures, la procureure Marie-Christine Daubigney demande 18 mois de prison avec sursis, 80 000 euros d'amende, assortis d'une peine complémentaire de trois ans de privation de droits civiques, contre Pierre Bédier. Elle requiert également deux ans avec sursis, 200 000 euros d'amende et cinq ans de privation de droits civiques contre Jacques Masdeu-Arus ; trois ans avec sursis, 150 000 euros d'amende et cinq ans de privation de droits civiques contre Gilles Forray ; et dix mois avec sursis et 50 000 euros d'amende contre Jean-Pierre Pécriaux[14].
- Le 12 décembre 2006, Pierre Bédier est condamné à 18 mois de prison avec sursis, 50 000 euros d'amende et six ans d'inéligibilité pour corruption passive et recel d'abus de biens sociaux car le tribunal a obtenu la preuve qu'il a bien reçu des sommes d'argent en espèces (deux fois 50 000 francs en 2001 et 2002) provenant de son ami entrepreneur Michel Delfau, grâce notamment au témoignage d'Aloka Delfau[17]. Le député-maire UMP de Poissy Jacques Masdeu-Arus est condamné à deux ans de prison avec sursis et 150 000 euros d'amende, cinq ans de privation des droits civiques et dix ans d'inéligibilité. Son premier adjoint, Gilles Forray, président de la commission d'appel d'offre de la ville de Poissy, est pour sa part condamné à trois ans avec sursis, 150 000 euros d'amende et cinq ans de privation des droits civiques. Tous trois font appel à cette condamnation. Pierre Bédier et Jacques Masdeu-Arus restent investis par l'UMP pour les élections législatives en 2007[18].

### Vols de scellés au pôle financier
En février 2008, Le Canard enchaîné révèle que des scellés de l'affaire Bédier ont disparu dans les locaux du pôle financier de Paris. La disparition de ce carton de scellés qui se trouvait dans une pièce sécurisée au pôle financier de Paris a été constatée lors de la préparation du procès de Pierre Bédier qui a eu lieu en septembre 2006.
Deux inspecteurs de l'inspection générale des services judiciaires (IGSJ) et deux autres de l'inspection des greffes ont été chargés d'une enquête.

### Condamnation en appel puis en cassation
Le 16 mai 2008, la cour d'appel de Paris confirme la condamnation de Pierre Bédier à 18 mois d'emprisonnement avec sursis et trois ans de privation des droits civiques pour « corruption passive » et « recel d'abus de biens sociaux ». La cour d'appel réduit son amende de 50 000 à 25 000 euros. Les trois ans de privation des droits civiques impliquent l'inéligibilité pendant le double du temps, soit six ans. Olivier Schnerb, l'avocat de Pierre Bédier, annonce qu'il allait se pourvoir en cassation. Cet appel est suspensif de la peine. En mai 2009, la Cour de cassation confirme définitivement la condamnation de Pierre Bédier. 
Jacques Masdeu-Arus, maire de Poissy de 1983 à 2008, et son ancien adjoint, Gilles Forray, voient leurs peines confirmées, à l'exception des peines d'amende qui, de 150 000 euros, sont ramenées à 75 000 euros,. Le 6 août 2009, Jacques Masdeu-Arus est déchu de son mandat de député par le Conseil constitutionnel. 

## Articles de presse
- « Pierre Bédier comparaît pour "corruption passive" et "recel d'abus de biens sociaux" », Le Monde, 25 septembre 2006
- « Le fantôme de Michel Delfau s'invite au procès de Pierre Bédier », Le Monde, 27 septembre 2006
- « Dix-huit mois de prison avec sursis requis contre Pierre Bédier », Le Monde, 25 octobre 2006
- « Bédier écope de trois ans d'inéligibilité », Le Figaro, 12 décembre 2006
- « Inéligibilité et prison avec sursis pour Pierre Bédier et Jacques Masdeu-Arus », nouvelobs.com, 12 décembre 2006
- « Des scellés de l'affaire Bédier ont disparu du pôle financier », nouvelobs.com, 7 février 2007